# Cape God
Cape God is de tweede studioalbum van Canadese singer-songwriter Allie X, pseudoniem van Alexandra Hughes, uitgegeven op 21 februari 2020 door Twin Music en AWAL. Het album werd beschreven als 'experimenteel' en 'duister', maar ook 'veelzijdig'. Op 19 november 2021 bracht Hughes een deluxe-versie uit van het album op vinyl, gevolgd door de digitale release op 25 november.

## Promotie
Voor de uitgave van het album gaf Hughes vijf singles uit. De leadsingle, Fresh Laundry, verscheen op 27 september 2019 met lof van o.a. Billboard. In de daaropvolgende maanden verschenen Rings a Bell, Regulars, Love Me Wrong – een samenwerking tussen Hughes en zanger Troye Sivan – en Devil I Know. Vijf maanden na de release van het album verscheen Super Duper Party People ook als single, tegelijkertijd met de uitgave van enkele remixes van het lied. In november 2021 bracht ze voor de release van de deluxe-editie het nummer Anchor uit als single.
In de laatste maanden van 2019 was Allie X te zien als voorprogramma van MARINA voor het Europese deel van de Love + Fear Tour en in Noord-Amerika als het voorprogramma in de Charli Live Tour van Charli XCX. Daar zong ze ook liedjes van het Cape God-album.

Allie X zou oorspronkelijk op haar eigen Cape God-tournee gaan, maar deze werd geannuleerd vanwege de coronapandemie. Wel gaf ze in december 2020 een digitaal concert, zoals ze dat ook had gedaan voor haar ep Super Sunset uit 2018.

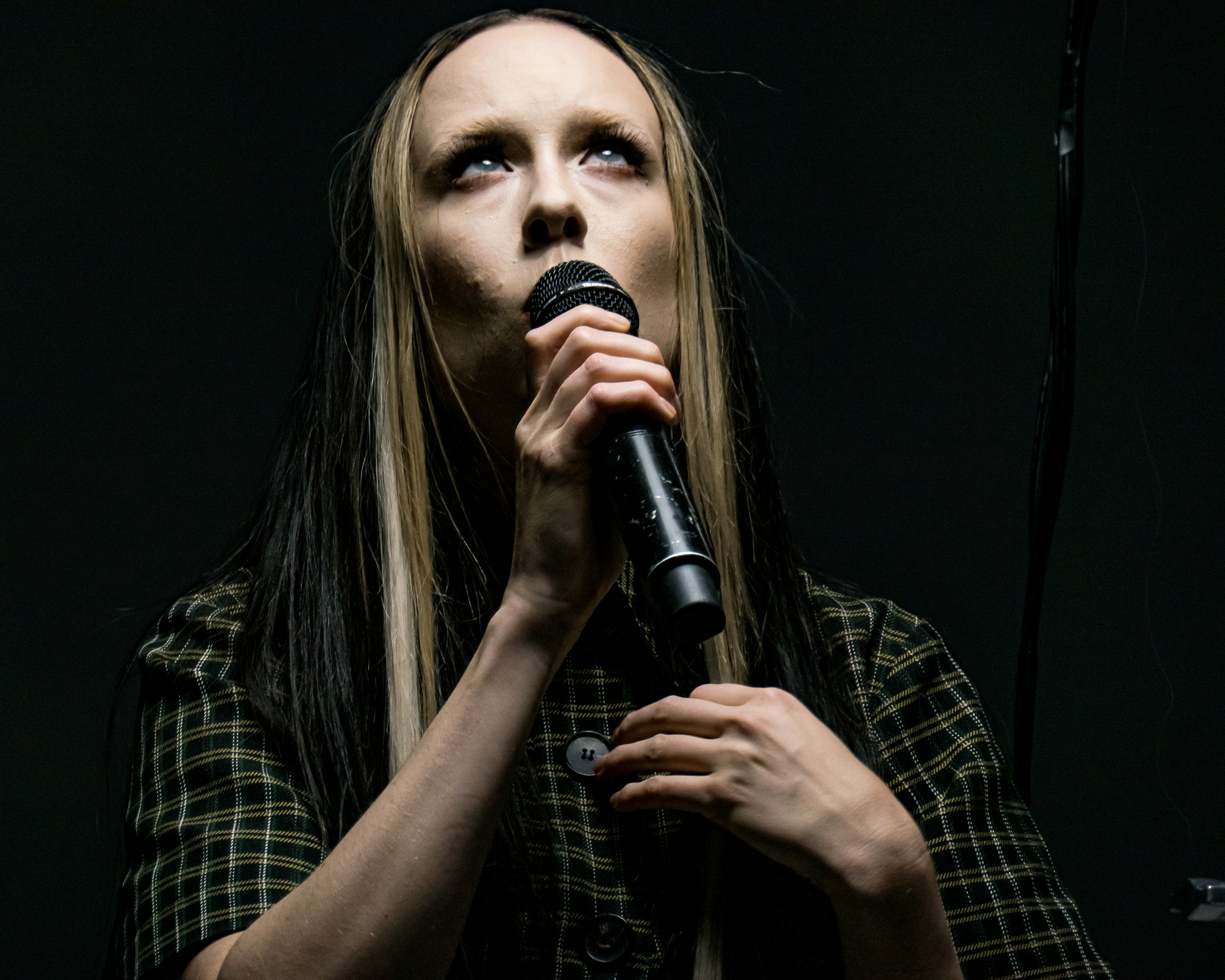
Allie X tijdens het voorprogramma van MARINA

## Tracklist
Credits zijn afkomstig van Spotify.

| 1.                 | Fresh Laundry                   | Alexandra Hughes, James Alan Ghaleb, Oscar Görres               | Görres              | 3:56 |
| 2.                 | Devil I Know                    | Hughes, Jen Duvsjö, Görres, Cara Salimando, Jonathan Percy Saxe | Duvchi, Görres      | 2:53 |
| 3.                 | Regulars                        | Hughes, Ghaleb, Görres                                          | Görres              | 3:42 |
| 4.                 | Sarah Come Home                 | Hughes                                                          | Görres              | 3:33 |
| 5.                 | Rings a Bell                    | Hughes, Ghaleb, Görres                                          | Görres              | 4:17 |
| 6.                 | June Gloom                      | Hughes, Ghaleb, Görres                                          | Görres              | 3:10 |
| 7.                 | Love Me Wrong (met Troye Sivan) | Hughes, Görres, Bram Inscore, Brett McLaughlin, Troye Sivan     | Görres              | 3:13 |
| 8.                 | Super Duper Party People        | Hughes, George Pimental Bezerra, Oliver Goldstein, Görres       | Görres              | 3:49 |
| 9.                 | Susie Save Your Love            | Hughes, Nate Company, Görres, Mitsuki Laycock, Kyle Shearer     | Görres, Valley Girl | 3:59 |
| 10.                | Life of the Party               | Hughes, Görres, Jack Louis Latham                               | Görres              | 3:31 |
| 11.                | Madame X                        | Hughes, Leroy Clampitt, Görres, Simon Wilcox                    | Görres              | 3:30 |
| 12.                | Learning in Public              | Hughes, Ghaleb, Görres                                          | Görres              | 3:48 |
| Totale duur: 43:21 |                                 |                                                                 |                     |      |

| 13.                 | Cape God Theme | Hughes, Bezerra, Inscore, Laycock          | Hughes, Inscore | 2:10 |
| 14.                 | Milk           | Hughes, Görres, Wilcox                     | Görres          | 3:30 |
| 15.                 | Limited Love   | Hughes, Inscore, Laycock                   | Hughes, Inscore | 3:41 |
| 16.                 | Anchor         | Hughes, Ghaleb, Görres                     | Görres          | 3:08 |
| 17.                 | Rising Tide    | Hughes, DallasK, Inscore, jesse saint john | Hughes, Inscore | 5:29 |
| Totale duur: 101:19 |                |                                            |                 |      |

## Cape God (The Digital Concert)
Op donderdag 17 december 2020 gaf Allie X een digitaal concert met voornamelijk liedjes van Cape God. Op 21 februari 2021 verscheen het concert in albumvorm op streamingdiensten – precies een jaar na de publicatie van het originele album. Samen met het concert maakte de zangeres nieuwe merchandising beschikbaar, waaronder een limited edition dubbelvinyl van haar eerste muzikale uitgiften, CollXtion I en CollXtion II. Hierop verschenen ook oude demo's, waarvan er een, GLAM!, als digitale single is uitgegeven.

### Tracklist
Credits zijn afkomstig van Spotify.
| 1.                 | Fresh Laundry            | Alexandra Hughes, James Alan Ghaleb, Oscar Görres           | Görres          | 3:56 |
| 2.                 | Madame X                 | Hughes, Leroy Clampitt, Görres, Simon Wilcox                | Görres          | 3:30 |
| 3.                 | Regulars                 | Hughes, Ghaleb, Görres                                      | Görres          | 3:41 |
| 4.                 | Bitch                    | Hughes                                                      | Hughes, Jgramm  | 3:28 |
| 5.                 | Life of the Party        | Hughes, George Pimental Bezerra, Oliver Goldstein, Görres   | Görres          | 3:30 |
| 6.                 | Love Me Wrong            | Hughes, Görres, Bram Inscore, Brett McLaughlin, Troye Sivan | Görres          | 3:13 |
| 8.                 | Susie Save Your Love     | Hughes, Nate Company, Görres, Mitsuki Laycock, Kyle Shearer | Görres, Shearer | 3:24 |
| 9.                 | Super Duper Party People | Hughes, Bezerra, Goldstein, Görres                          | Görres          | 3:51 |
| Totale duur: 43:21 |                          |                                                             |                 |      |

Opmerking
- Alle nummers staan genoteerd met '- The Digital Concert'.
- Alle gespeelde liedjes komen van het album Cape God met uitzondering van track vier, Bitch, die afkomstig is van de ep CollXtion I.